# Асен Асенов (физик)
Асен Асенов е български учен и предприемач в областта на микроелектрониката и моделирането на устройства и един от пионерите в технологиите за компютърно подпомаган дизайн (TCAD). Декан е на колежа Джеймс Уат по електротехника в Университета в Глазгоу и ръководител на Групата за моделиране на устройства.
Асен Асенов получава своята магистърска степен по физика на твърдото тяло от Софийския университет, България през 1979 г. и докторска степен по физика от Българската академия на науките през 1989 г. Той има десет години индустриален опит като ръководител на групата за моделиране на процеси и устройства в Института по микроелектроника, София. През 1989–1991 г. е гост-професор във Физическия факултет на Техническия университет в Мюнхен, Германия. Той се присъединява към катедрата по електроника и електротехника в Университета в Глазгоу през 1991 г. и служи като ръководител на катедра през периода 1999-2003 г. Назначен е за професор по електротехника през 2003 г. 
Като ръководител на Групата за моделиране на устройства в Института по микроелектроника Асенов и неговият колега Евгени Стефанов разработват първия интегриран двуизмерен TCAD процес и симулатори на устройства IMPEDANCE. Малко се знае в западния свят поради Желязната завеса, но IMPEDANCE е лицензиран и използван в СССР, Полша и Източна Германия. Като ръководител на катедрата по електроника и електротехника, заедно с професор Крис Уилкинсън той играе важна роля в създаването на Центъра за наноизработка „Джеймс Уат“. Професор Асенов е пионер в разбирането на въздействието на статистическата променливост, свързана с дискретността на заряда и гранулирането на материята като създател или прекъсвач на съвременната и бъдеща CMOS технология. Той ръководи разработването на първия „атомистичен“ TCAD симулатор GARAND. Асенов е член на Кралската академия на Шотландия.